# Juan Frutos
Juan Martínez Frutos (Monesterio, España, 24 de enero de 1977), más conocido como Juan Frutos, es un director, productor, músico, guionista, divulgador bushcraft y aventurero español que se dio a conocer en Europa, por ser el creador de la película documental Pueblos de Europa. También ha escrito, dirigido y producido otras películas o documentales televisivos.
En la actualidad, sus producciones documentales se emiten en canales de todo el mundo. En España destacan las emisiones en RTVE (La 2, TVEi) de series históricas como Vías Romanas en Europa o Carlos V: Los caminos del Emperador o docushows como Senderos del mundo, donde ejerce también como presentador, junto a su perro Migas.

## Trabajos destacados
- El último Templario. (guionista, 2003).
- Villages of Europe -Pueblos de Europa. (director, 2007). Emitido en La 2 de TVE y otros canales internacionales.
- Roman Roads in Europe: Ruta Vía de la Plata -Vías Romanas en Europa- (director, productor y guionista, 2009). Para La 2 de TVE y otros canales internacionales[16][17]
- En La Raya: Programa semanal para Canal Extremadura TV (productor y guionista, 2009-2010).
- Nada Corriente: Programa semanal para Canal Extremadura TV (director, guionista, productor, 2011-2012).
- Efecto Mariposa: Programa semanal para Canal Extremadura TV sobre cooperación internacional.(director, guionista y productor, 2013-2014).[18]
- Turismo Rural en Europa: Programa semanal para La 2 de TVE sobre destinos rurales de Europa. (director, guionista y productor, 2015).[19]
- Senderos de Extremadura: Programa semanal para Canal Extremadura TV sobre senderismo, rutas BTT y naturaleza en general.(director y productor, 2015-2016).
- Turismo Rural en el Mundo: Programa semanal para La 2 de TVE sobre destinos rurales del mundo. (director, coguionista y productor, 2016-?).
- Nadie como tú: Programa semanal para Canal Extremadura TV. (director y productor, 2018).
- Senderos del Mundo: Programa semanal para La 2 de TVE sobre senderismo, rutas BTT y naturaleza en general. (director, coguionista, productor y copresentador, 2018-2022).
- Carlos V: los caminos del Emperador: Docudrama histórico para La 2 de TVE sobre los viajes de Carlos V por el mundo conocido. (director, guionista y productor, 2019).
- Proyecto Estrategia 66: Falso documental para Cerveza de Monesterio. (director, guionista y productor, 2020).
- La libertad: Cortometraje que reflexiona sobre el sentido de la libertad y las decisiones que tomamos con plantemientos filosóficos de Émile Durkheim con Mario Zorrilla y Emma Caballero. (director, guionista y productor, 2021).
- Senderos con Juan y Migas: Programa semanal para La 2 de TVE de aventura y naturaleza en general. (director y presentador 2023-)
- La conciencia: Cortometraje que reflexiona sobre el paso inexorable del tiempo y las oportunidades perdidas con Mario Zorrilla y Darko Peric. (director, guionista y productor, 2024).

## Premios y reconocimientos
- Reconocimiento de la Municipalidad de Tiahuanaco por su labor en la promoción y divulgación del mundo rural con el programa Turismo rural en el mundo (2023).

- IV Premio Innovación Turística como creador del “Recibimiento de Carlos V en Monesterio” (2023)[20]

- Premio Aturnex por la promoción del mundo rural (2023)[21]
- Reconocimiento de la Secretaría de Turismo de México por su labor en la promoción y divulgación de la naturaleza con el programa Senderos del mundo (2022).
- Embajador de buena voluntad de Israel otorgado por el Ministro de Turismo de Israel (2019)
- MTA Malta Tourism Press Awards. Tercer premio por el documental “La isla de los Caballeros de Malta” en la categoría “Video reportaje” (2018)[22]
- Pregonero “XXIII Día del Jamón” en su pueblo natal, Monesterio. (2012)
- Ganador XVII Premios Consejo Asesor RTVE Extremadura por el programa "Nada Corriente".(2011)[23]
- Finalista XVI Premios Consejo Asesor RTVE Extremadura por el programa "En La Raya". (2010)
- Premio NEEx con Orange Productions S.L. como "Mejor Empresa de Nuevas Tecnologías y Comunicación". Fundador de la empresa. (2008)
- Premio al Mejor documental histórico concedido por RTVE Extremadura por "Hermanados". (Como guionista, 2007)
- Accésit XIII Premios Periodísticos "Día de Extremadura" por el documental "Hermanados". (Como guionista, 2007)